# Justin Gaethje
Justin Ray Gaethje (ur. 14 listopada 1988 w Safford) – amerykański zawodnik mieszanych sztuk walki (MMA). Były mistrz WSOF w wadze lekkiej. Od 9 maja 2020 do 24 października tego samego roku był tymczasowym mistrzem UFC w wadze lekkiej.

## Młodość
Justin Gaethje urodził się 14 listopada 1988 roku w Safford, w stanie Arizona. Jego matka, Carolina (z domu Espinoza), jest pochodzenia meksykańskiego, a ojciec, John Ray Gaethje, jest pochodzenia niemieckiego. Jego matka była listonoszką, a ojciec górnikiem, podobnie jak obaj dziadkowie. Dziadek od strony jego ojca trenował boks podczas służby w Armii Stanów Zjednoczonych. Ojciec Gaethje, Ray, przeszedł na emeryturę jako górnik miedzi we wrześniu 2019, po 36 latach pracy w kopalni Morenci.
Ma dwie siostry, jak i również brata bliźniaka, Marcusa Johna Gaethje, który pracował w kopalni Morenci przez prawie 10 lat. Kiedy miał 18 lat, Gaethje spędził lato w kopalni Morenci. W 2020 roku powiedział Brettowi Okamoto w wywiadzie dla ESPN: „Pracowałem siedem dni w tygodniu, po 12 godzin każdego dnia. Robiłem to przez trzy miesiące z rzędu i wziąłem jeden dzień chorobowy, bo musiałem się przespać. W jednym tygodniu pracowałem 96 godzin”. Wspomina, że gdy miał opuścić kopalnię, by pójść na studia, dwóch jego współpracowników powiedziało mu: „Zaraz wracasz, nie dasz rady na studiach. Zaraz tu wrócisz”. To zmotywowało go do osiągnięcia sukcesu.

## Kariera zapaśnicza

### Szkoła średnia
Zaczął uprawiać zapasy w wieku czterech lat. Uczęszczał do Safford High School, gdzie był czterokrotnym finalistą i dwukrotnym mistrzem stanowym (AIA). Nadal jest siódmym zawodnikiem z największą liczbą obaleń (218) i dziewiątym z największą liczbą zdobytych punktów (1057,5) w historii stanu jako zapaśnik. Grał również w piłkę nożną i baseball w szkole średniej.

### Studia
Ukończył szkołę średnią w Safford z rekordem 191-9. Początkowo ubiegał się o przyjęcie do małego college’u w Arizonie, ponieważ chciał pozostać blisko rodziny, ale zamiast tego przyjął ofertę z programu NCAA Division I na Uniwersytecie Północnego Kolorado. Jako pierwszoroczniak miał 18-9 rekord, w tym trzecie miejsce w Oregon Wrestling Classic. W swoim drugim sezonie, zakwalifikował się do Mistrzostw NCAA Division I 71 kg 2009, gdzie zanotował rekord 0-2. Skończył sezon z rekordem 14-4 i został wybrany do pierwszej drużyny Western Wrestling All-Conference.

## Kariera MMA

### Początki kariery
Po raz pierwszy z mieszanymi sztukami walki zetknął się jako student pierwszego roku na Uniwersytecie Północnego Kolorado, kiedy trenował z zawodnikami UFC, takimi jak Georges St-Pierre, Clay Guida i Donaldem Cerrone. Później rozmawiał ze swoimi trenerami o swoich zamiarach wypróbowania nowego sportu, na co mu odpowiedziano, że musi podnieść swoje oceny, aby wziąć udział w amatorskiej walce. Po poprawie swoich ocen zadebiutował w amatorskim MMA 2 sierpnia 2008 roku, gdzie pokonał swojego przeciwnika przez nokaut.
Po zdobyciu amatorskiego rekordu 7-0, zadebiutował w zawodowym MMA 20 sierpnia 2011 roku, przeciwko przyszłemu zawodnikowi UFC, Kevinowi Croomowi. Wygrał walkę w pierwszej rundzie przez KO, po próbie poddania przez Crooma. Ustanowił niepokonany zawodowy rekord 7-0, z 6 wygranymi w przerwie. W jednym ze swoich wczesnych zwycięstw pokonał weterana UFC, Drewa Ficketta. Wygrał przez nokaut w 12 sekund w pierwszej rundzie.

### World Series of Fighting
2 grudnia 2012 podpisał kontrakt z World Series of Fighting. Zadebiutował w niej 23 marca 2013 na WSOF 2 przeciwko Gesiasowi Cavalcante. Zwyciężył walkę w pierwszej rundzie przez TKO, kiedy to lekarz przerwał pojedynek po otwarciu ran nad lewym okiem Cavalcante.
14 czerwca 2013 walczył z Brianem Cobbem na WSOF 3, ostatecznie wygrywając przez TKO w trzeciej rundzie.
26 października 2013 roku na WSOF 6 skrzyżował rękawice z Danem Lauzonem. Zwyciężył przez nokaut w drugiej rundzie.
Trzy zwycięstwa z rzędu zapewniły mu szansę walki o mistrzostwo wagi lekkiej WSOF, o które zawalczył w walce wieczoru gali WSOF 8 z Richardem Patishnockiem. 18 stycznia 2014 roku pokonał Patishnocka w pierwszej rundzie przez TKO i został mistrzem wagi lekkiej WSOF.
Jego pierwsza obrona tytułu odbyła się na WSOF 11 przeciwko Nickowi Newellowi w dniu 5 lipca 2014 roku. Wygrał walkę przez TKO, nokautując rywala prawym sierpowym w drugiej rundzie.
15 listopada 2014 skrzyżował rękawice z weteranem UFC i byłym partnerem treningowym, Melvinem Guillardem na WSOF 15. Podczas ważenia Guillard ważył powyżej limitu 155 funtów, przez co 50% jego wynagrodzenia trafiło do Gaethje’ego. Gaethje wygrał walkę przez niejednogłośną decyzję (28-29, 29-28 i 30-27).
28 marca 2015 roku przystąpił do obrony tytułu, walcząc z Luisem Palomino na WSOF 19, 28 marca 2015 roku. Gaethje pokonał Palomino przez TKO w trzeciej rundzie po kombinacji kopnięć i ciosów i tym samym obronił tytuł. Amerykańska gazeta Los Angeles Times nazwała tę walkę najlepszą walką 2015 roku.
Rewanż obu zawodników miał miejsce 18 września 2015 roku na WSOF 23. Ze starcia ponownie zwycięsko wyszedł Justin, który obronił pas i pokonał Peruwiańczyka w drugiej rundzie przez TKO.
Na wydarzeniu WSOF 29, które odbyło się 12 marca 2016 kolejny raz obronił pas mistrzowski, tym razem w walce z Brianem Fosterem, którego pokonał przez TKO, dzięki kopnięciach w pierwszej rundzie. Trzy dni później Gaethje został zawieszony na czas nieokreślony przez Komisję Sportową Stanu Kolorado za „niesportowe zachowanie” po tym, jak wykonał swój popisowy skok do tyłu ze góry klatki, po zwycięstwie. Zawieszenie zostało zniesione dzień później.
Gaethje miał bronić mistrzostwa WSOF mierząc się przeciwko Ozzy’emu Dugulubgovowi na WSOF 33 7 października 2016 roku, jednak walka została odwołana w dniu gali, ponieważ Dugulubgov zachorował.

### UFC

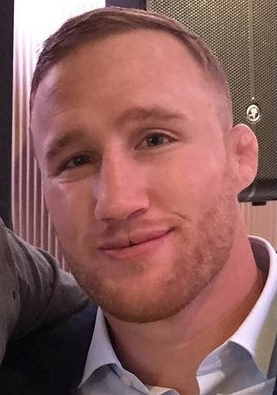
Gaethje na gali UFC 229

4 maja 2017 ogłosił, że zwakował tytuł mistrzowski WSOF i podpisał kontrakt z największą amerykańską organizacją Ultimate Fighting Championship. 12 maja ogłoszono, że zadebiutuje przeciwko weteranowi, Michaelowi Johnsonowi 7 lipca na gali The Ultimate Fighter: Redemption Finale. Wygrał tę walkę przez TKO w drugiej rundzie poprzez kombinację ciosów i kolan. Wygrana przyniosła mu bonusy za walkę i występ wieczoru. Strona Sherdog nazwała tę walkę najlepszą walką 2017 roku, a drugą rundę walki najlepszą rundą roku.
13 lipca 2017 roku UFC ogłosiło, że będzie pełnił rolę trenera podczas reality show, The Ultimate Fighter 26 wraz z Eddiem Alvarezem, a oboje mieli zmierzyć się ze sobą na zakończenie sezonu. Walka z Alvarezem miała miejsce 2 grudnia 2017 roku na gali UFC 218. Gaethje przegrał przez KO w trzeciej rundzie. Była to pierwsza porażka w jego karierze MMA. Walka przyniosła mu także drugą z rzędu nagrodę bonusową za walkę wieczoru. Na World MMA Awards walka została okrzyknięta walką roku.
14 kwietnia 2018 roku na UFC on Fox 29 przegrał walkę przez TKO w czwartej rundzie z Dustinem Poirierem. Walka przyniosła mu trzecią z rzędu nagrodę bonusową za walkę wieczoru. Strona Sherdog nazwała pojedynek obu zawodników jako najlepszą walkę 2018 roku. Po walce okazało się, że kopnięcia Justina spowodowały częściowe naderwanie mięśnia czworogłowego uda Poiriera.
25 sierpnia 2018 roku podczas UFC Fight Night 135 miał walczyć z Alem laquintą, jednak 28 czerwca 2018 roku Iaquinta wycofał się z walki i został zastąpiony przez Jamesa Vicka. Po dwóch porażkach powrócił na ścieżkę wygranych pojedynków, wygrywając walkę przez nokaut w pierwszej rundzie. Otrzymał również bonus za występ wieczoru, co oznaczało, że zdobył pięć nagród bonusowych w swoich czterech walkach w UFC.
W kolejnej walce zmierzył się z Brazylijczykiem, Edsonem Barbozą w dniu 30 marca 2019 roku na UFC on ESPN 2. Walkę wygrał przez nokaut w pierwszej rundzie. Walka ta przyniosła mu nagrodę w postaci bonusu za walkę wieczoru.
14 września 2019 roku, w głównej walce gali UFC on ESPN+ 16 zawalczył z Donaldem Cerrone. Walkę wygrał przez TKO w pierwszej rundzie. Zwycięstwo dało Gaethje’mu trzecią nagrodę za występ wieczoru.

#### Tymczasowy mistrz UFC w wadze lekkiej i dalsze walki o tytuł
6 kwietnia ogłoszono, że zmierzy się z Tonym Fergusonem o tymczasowe mistrzostwo wagi lekkiej na UFC 249, jednak 9 kwietnia prezydent UFC, Dana White ogłosił, że wydarzenie to zostało przełożone, a walka odbędzie się 9 maja 2020 roku. Popularny The Highlight dominował w większości walki, ostatecznie pokonując Fergusona przez TKO w piątej rundzie i tym samym kończąc rekord 12 zwycięstw z rzędu swojego rywala. Po zdobyciu kolejnych nagród bonusowych stał się jedynym zawodnikiem w historii UFC, który zdobył przynajmniej jeden bonus za walkę wieczoru w każdym z siedmiu pierwszych występów.
24 października 2020 roku na UFC 254 stoczył walkę o unifikacyjne mistrzostwo wagi lekkiej UFC z prawowitym mistrzem, Chabibem Nurmagomiedowem. Przegrał walkę przez techniczne poddanie duszeniem trójkątnym w drugiej rundzie, co było pierwszą przegraną przez poddanie w jego karierze MMA. Pomimo odklepania, sędzia Jason Herzog nie przerwał walki.
Po ponad rocznej przerwie powrócił na UFC 268 mierząc się z byłym mistrzem Bellator MMA wagi lekkiej, Michaelem Chandlerem. Po niesamowitym boju w stójce w górę powędrowała ręka Justina. Sędziowie punktowali dla niego jednogłośnie (29-28, 29-28, 30-27). Pojedynek został nagrodzony bonusem za walkę wieczoru.
Na marcowej gali UFC 286 w Londynie zmierzył się z Rafaelem Fizievem. Po widowiskowej walce sędziowie wskazali zwycięstwo większościowo (2 × 29-28, 28-28) dla Gaethje’ego, który zatrzymał serię zwycięstw Azera. Po gali obaj zostali nagrodzeni bonusem za najlepszą walkę wieczoru.
29 lipca 2023 w walce wieczoru gali UFC 291 doszło do jego rewanżu z Dustinem Poirierem, którego stawką był symboliczny pas mistrzowski „baddest motherfucker” (‘BMF’). W drugiej rundzie starcia znokautował rywala za pomocą wysokiego kopnięcia na głowę. Kolejny raz został nagrodzony bonusem za występ wieczoru.
Podczas jubileuszowej gali UFC 300, która odbyła się 13 kwietnia 2024 w Las Vegas stoczył walkę z Maxem Holloway’em. Gaethje stracił tytuł mistrzowski BMF na rzecz Hawajczyka, który znokautował go ciosem prawym sierpowym na sekundę przed zakończeniem walki. Z racji, że UFC zwiększyło wypłatę premii bonusowych na tym wydarzeniu z 50 000 do 300 000 dolarów, walka przyniosła mu bonus za najlepszą walkę wieczoru w wysokości 300 000 dolarów.
Po niespełna rocznej przerwie od ostatniej walki, kolejną miał stoczyć 8 marca 2025 z Danem Hookerem na gali UFC 313. W późniejszym czasie ogłoszono, że Nowozelandczyk wycofał się z walki, z powodu kontuzji ręki i został zastąpiony przez Rafaela Fizieva. W pojedynku rewanżowym po raz kolejny lepszy okazał się być Gaethje, który tym razem zwyciężył jednogłośną decyzją sędziów. Pojedynek obu zawodników ponownie został nagrodzony bonusem za walkę wieczoru.

## Styl walki
Jako dwukrotny mistrz w liceum stanu Arizona i All-American NCAA Division I, ma jedne z najlepszych referencji zapaśniczych w lekkiej dywizji UFC. Pomimo swojego elitarnego zapaśniczego rodowodu, rzadko szuka obalenia, zamiast tego woli specyficzny styl walki w stójce. Jest dobrze znany z siły nokautu w swoich ciosach i wyniszczających niskich kopnięć w nogi. Zapytany po przegranej z Dustinem Poirierem w 2018 roku, dlaczego nie użył swoich zapasów w walce, powiedział: „Ćwiczyłem zapasy przez całe życie. Powinienem był i mogłem go pokonać kilka razy, zwłaszcza kiedy kazałem go kołysać tylko po to, by ukraść rundę lub dwie. Z jakiegoś powodu mój umysł mi na to nie pozwala. Myślę, że tak mocno zaprzedałem się faktem, że to nie jest zapasy. To cię męczy. Jeśli ja… idę się zmęczyć, wolałbym, żeby to była walka, a nie zapasy. Dlatego nigdy nie chciałem się zmagać. Ale zrobiłem tyle cardio na tym obozie, że nie byłoby dla mnie problemu, aby go obrócić do walki zapaśniczej, ale po prostu nie mogę tego zrobić, nie byłoby to dla mnie zabawne”.
W wywiadzie dla ESPN w 2020 stwierdził, że po przejściu z zapasów do mieszanych sztuk walki zdał sobie sprawę, że chociaż wygrywanie jest nadal ważne, to dzięki dostarczaniu fanom efektownych nokautów i skończeń może zarobić więcej pieniędzy.

## Życie prywatne
Posiada tytuł licencjata w dziedzinie opieki społecznej, który uzyskał na Uniwersytecie Północnego Kolorado. Zadeklarował zamiar podjęcia pracy socjalnej z trudną młodzieżą. Jego nazwisko jest pochodzenia niemieckiego, ze względu na jego niemiecko-amerykańskiego ojca.
W 2016 roku przeszedł zabieg chirurgii laserowej w celu skorygowania wzroku. Wewnątrz oktagonu musiał fizycznie kontaktować się ze swoim przeciwnikiem, aby wiedzieć, w co uderza.
Wraz z prezydentem UFC, Daną White’em, zawodnikami Colbym Covingtonem i Henrym Cejudo oraz menedżerem Ali Abdelazizem – wziął udział w wiecu prezydenta Donalda Trumpa we wrześniu 2020, w którym zostali uznani przez prezydenta. Gaethje wielokrotnie chwalił Trumpa za jego rolę we wczesnym rozwoju UFC.

## Osiągnięcia i nagrody

### Zapasy
- 2004: Wicemistrz stanowy AIA 65 kg AAA z Safford High School
- 2005: Wicemistrz stanowy AIA 69 kg AAA z Safford High School
- 2006: Mistrz stanowy AIA 69 kg AAA z Safford High School
- 2007: Mistrz stanowy AIA 72 kg AAA z Safford High School

- 2010: Dywizja NCAA I Mistrzostwa 71 kg – 7 miejsce

### Mieszane sztuki walki
- Ultimate Fighting Championship
  - 2020: Tymczasowy mistrz wagi lekkiej UFC[86]
  - Pierwszy zawodnik, który zdobył bonus po walce w każdej ze swoich pierwszych siedmiu walk w UFC
  - 2023–2024: Posiadacz pasa mistrzowskiego BMF[68][71]
- World Series of Fighting
  - 2014–2017: mistrz WSOF w wadze lekkiej
  - Najwięcej wygranych walk o pas mistrzowski w historii WSOF
  - Największa liczba obron pasa w historii WSOF
  - Najwięcej wygranych walk z rzędu w kategorii lekkiej WSOF

- World MMA Awards
  - 2017: Walka roku vs. Eddie Alvarez na UFC 218[43] & Powrót roku vs. Michael Johnson na The Ultimate Fighter: Redemption Finale
  - 2024: Walka roku vs. Max Holloway na UFC 300

- MMAjunkie
  - 2015: Walka miesiąca marzec vs. Luis Palomino[87]
  - 2015: Walka miesiąca wrzesień vs. Luis Palomino[88]
  - 2017: Runda roku vs. Michael Johnson (runda 1)[89]
  - 2018: Walka roku vs. Dustin Poirier[90]
  - 2021: Walka miesiąca listopad vs. Michael Chandler[91]
  - 2021: Walka roku vs. Michael Chandler[92]
  - 2023: Walka miesiąca marzec vs. Rafael Fiziev[93]
  - 2023: Nokaut miesiąca lipiec vs. Dustin Poirier[94]
- Yahoo! Sports
  - 2015: Najlepsza walka półrocza vs. Luis Palomino[95]
  - 2021: Walka roku vs. Michael Chandler[96]
- MMAFighting.com
  - 2021: Walka roku vs. Michael Chandler[97]
- Sherdog
  - 2017: Walka roku vs. Michael Johnson[98]
  - 2017: Runda roku vs. Michael Johnson (runda 2)[99]
  - 2018: Walka roku vs. Dustin Poirier[100]
  - 2018: Runda roku vs. Dustin Poirier (runda 2)[101]
  - 2021: Walka roku vs. Michael Chandler[102]
  - 2021: Runda roku vs. Michael Chandler (runda 1)[103]
  - 2023: Runda roku vs. Rafael Fiziev[104]
- Bleacher Report
  - 2017: Walka roku vs. Michael Johnson[105]
  - 2021: Walka roku vs. Michael Chandler[106]

- RealSport
  - 2017: Debiut roku UFC vs. Michael Johnson[107]
- CBS Sports
  - 2017: Walka roku vs. Michael Johnson[108]
  - 2021: Walka roku vs. Michael Chandler[109]
- Bloody Elbow
  - 2017: Najlepsza walka roku vs. Michael Johnson[110]
- Cageside Press
  - 2017: Walka roku vs. Michael Johnson[111]
  - 2021: Walka roku vs. Michael Chandler[112]
  - 2023: Nokaut roku vs. Dustin Poirier[113]
- MMAWeekly.com
  - 2018: Walka roku vs. Dustin Poirier[114]
- CombatPress.com
  - 2018: Walka roku vs. Dustin Poirier[115]
  - 2021: Walka roku vs. Michael Chandler[116]
- MMADNA.nl
  - 2017: Walka roku vs. Eddie Alvarez[117]
  - 2017: Debiut roku[118]
- Lowkick MMA
  - 2021: Walka roku vs. Michael Chandler[119]
- Daily Mirror
  - 2021: Walka roku vs. Michael Chandler[120]
- Wrestling Observer Newsletter
  - Najlepsza walka MMA (2018) vs. Dustin Poirier na UFC on Fox: Poirier vs. Gaethje[121]
  - Najlepsza walka MMA (2021) vs. Michael Chandler na UFC 268[122]
  - Najlepsza walka MMA (2024) vs. Max Holloway na UFC 300[123]

## Lista zawodowych walk w MMA
| Wynik     | Bilans | Przeciwnik (bilans przed walką) | Rozstrzygnięcie                   | Runda | Czas | Rozgrywki                               | Data       | Miejsce        | Uwagi |
| --------- | ------ | ------------------------------- | --------------------------------- | ----- | ---- | --------------------------------------- | ---------- | -------------- | --- |
| Wygrana   | 26-5   | Rafael Fiziev (12-3)            | Decyzja (jednogłośna)             | 3     | 5:00 | UFC 313                                 | 08.03.2025 | Las Vegas      | Co-Main Event |
| Przegrana | 25-5   | Max Holloway (25-7)             | KO (prawy sierpowy)               | 5     | 4:59 | UFC 300                                 | 13.04.2024 | Las Vegas      | Stracił tytuł mistrzowski BMF (Baddest Motherfucker) w wadze lekkiej. Bonus za walkę wieczoru.                                          |
| Wygrana   | 25-4   | Dustin Poirier (29-7)           | KO (wysokie kopnięcie w głowę)    | 2     | 1:00 | UFC 291                                 | 29.07.2023 | Salt Lake City | Zdobył tytuł mistrzowski BMF (Baddest Motherfucker) w wadze lekkiej. Main Event                                                         |
| Wygrana   | 24-4   | Rafael Fiziev (12-1)            | Decyzja (większościowa)           | 3     | 5:00 | UFC 286                                 | 18.03.2023 | Londyn         | Bonus za walkę wieczoru. Co-Main Event                                                                                                  |
| Przegrana | 23-4   | Charles Oliveira (32-8)         | Poddanie (duszenie zza pleców)    | 1     | 3:22 | UFC 274                                 | 07.05.2022 | Phoenix        | Oliveira przekroczył limit wagi lekkiej, w związku z czym stracił pas mistrzowski UFC i tylko ten tytuł mógł zdobyć Gaethje. Main Event |
| Wygrana   | 23-3   | Michael Chandler (22-6)         | Decyzja (jednogłośna)             | 3     | 5:00 | UFC 268                                 | 06.11.2021 | Nowy Jork      | Bonus za walkę wieczoru.. |
| Przegrana | 22-3   | Chabib Nurmagomiedow (28-0)     | Poddanie (duszenie trójkątne)     | 2     | 1:34 | UFC 254                                 | 24.10.2020 | Abu Zabi       | Pojedynek o pas mistrza UFC w wadze lekkiej. Main Event                                                                                 |
| Wygrana   | 22-2   | Tony Ferguson (25-3)            | TKO (ciosy pięściami)             | 5     | 3:39 | UFC 249                                 | 09.05.2020 | Jacksonville   | Zdobył tymczasowy pas mistrza UFC w wadze lekkiej. Bonus za występ wieczoru. Bonus za walkę wieczoru. Main Event                        |
| Wygrana   | 21-2   | Donald Cerrone (36-12)          | TKO (ciosy pięściami)             | 1     | 4:18 | UFC Fight Night: Cowboy vs. Gaethje     | 14.09.2019 | Vancouver      | Bonus za występ wieczoru. Main Event |
| Wygrana   | 20-2   | Edson Barboza (20-6)            | KO (prawy sierpowy)               | 1     | 2:30 | UFC on ESPN: Barboza vs. Gaethje        | 30.03.2019 | Filadelfia     | Bonus za walkę wieczoru. Main Event |
| Wygrana   | 19-2   | James Vick (13-1)               | KO (ciosy pięściami)              | 1     | 1:27 | UFC Fight Night: Gaethje vs. Vick       | 25.08.2018 | Lincoln        | Bonus za występ wieczoru. Main Event |
| Przegrana | 18-2   | Dustin Poirier (22-5)           | TKO (ciosy pięściami)             | 4     | 0:33 | UFC on Fox: Poirier vs. Gaethje         | 14.04.2018 | Glendale       | Bonus za walkę wieczoru. Main Event |
| Przegrana | 18-1   | Eddie Alvarez (28-5)            | KO (kolano)                       | 3     | 3:59 | UFC 218                                 | 02.12.2017 | Detroit        | Bonus za walkę wieczoru. |
| Wygrana   | 18-0   | Michael Johnson (17-11)         | TKO (ciosy pięściami i kolana)    | 2     | 4:48 | The Ultimate Fighter: Redemption Finale | 07.07.2017 | Las Vegas      | Bonus za występ wieczoru. Bonus za walkę wieczoru.                                                                                      |
| Wygrana   | 17-0   | Luiz Firmino (19-7)             | TKO (przerwanie przez lekarza)    | 3     | 5:00 | WSOF 34                                 | 31.12.2016 | Nowy Jork      | Obronił mistrzostwo WSOF w wadze lekkiej.                                                                                               |
| Wygrana   | 16-0   | Brian Foster (26-8)             | TKO (kopnięcia)                   | 1     | 1:43 | WSOF 29                                 | 12.03.2016 | Greeley        | Obronił mistrzostwo WSOF w wadze lekkiej.                                                                                               |
| Wygrana   | 15-0   | Luis Palomino (23-10)           | TKO (ciosy pięściami)             | 2     | 4:30 | WSOF 23                                 | 18.09.2015 | Phoenix        | Obronił mistrzostwo WSOF w wadze lekkiej.                                                                                               |
| Wygrana   | 14-0   | Luis Palomino (23-9)            | TKO (kopnięcia i ciosy pięściami) | 3     | 3:57 | WSOF 19                                 | 28.03.2015 | Phoenix        | Obronił mistrzostwo WSOF w wadze lekkiej.                                                                                               |
| Wygrana   | 13-0   | Melvin Guillard (32-13-2)       | Decyzja (niejednogłośna)          | 3     | 5:00 | WSOF 15                                 | 15.11.2014 | Tampa          | Guillard przekroczył limit wagi lekkiej (72kg).                                                                                         |
| Wygrana   | 12-0   | Nick Newell (11-0)              | TKO (ciosy pięściami)             | 2     | 3:09 | WSOF 11                                 | 05.07.2014 | Daytona Beach  | Obronił mistrzostwo WSOF w wadze lekkiej.                                                                                               |
| Wygrana   | 11-0   | Richard Patishnock (6-1)        | TKO (ciosy pięściami i łokcie)    | 1     | 1:09 | WSOF 8                                  | 18.01.2014 | Hollywood      | Zdobył mistrzostwo WSOF w wadze lekkiej.                                                                                                |
| Wygrana   | 10-0   | Dan Lauzon (17-4)               | KO (ciosy pięściami)              | 2     | 1:40 | WSOF 6                                  | 28.10.2013 | Coral Gables   | |
| Wygrana   | 9-0    | Brian Cobb (20-7)               | TKO (kopnięcia)                   | 3     | 2:19 | WSOF 3                                  | 14.06.2013 | Las Vegas      | |
| Wygrana   | 8-0    | Gesias Cavalcante (17-6-1)      | TKO (przerwanie przez lekarza)    | 1     | 2:27 | WSOF 2                                  | 23.03.2013 | Atlantic City  | |
| Wygrana   | 7-0    | Adrian Valdez (1-6)             | TKO (ciosy pięściami)             | 2     | 0:19 | Rage in the Cage 164                    | 16.11.2012 | Chandler       | |
| Wygrana   | 6-0    | Drew Fickett (42-18)            | KO (cios pięścią)                 | 1     | 0:12 | Rage in the Cage 163                    | 20.10.2012 | Chandler       | Limit umowny do 74,8 kg. |
| Wygrana   | 5-0    | Sam Young (0-0)                 | Poddanie (duszenie zza pleców)    | 2     | 1:58 | Rage in the Cage 162                    | 29.09.2012 | Chandler       | |
| Wygrana   | 4-0    | Marcus Edwards (0-0)            | Decyzja (jednogłośna)             | 3     | 5:00 | ROF 43: Bad Blood                       | 02.06.2012 | Broomfield     | |
| Wygrana   | 3-0    | Donnie Bell (2-0)               | TKO (ciosy pięściami)             | 2     | 2:57 | ROF 42: Who’s Next                      | 17.12.2011 | Broomfield     | |
| Wygrana   | 2-0    | Joe Kelso (1-6)                 | TKO (ciosy pięściami)             | 1     | 4:32 | BTT MMA 2: Genesis                      | 01.10.2011 | Pueblo         | Debiut w wadze lekkiej. |
| Wygrana   | 1-0    | Kevin Croom (4-2)               | KO (slam)                         | 1     | 1:01 | ROF 41: Bragging Rights                 | 01.08.2011 | Broomfield     | Limit umowny do 72,1 kg. |